# Arnór Atlason
Arnór Atlason (Akureyri, 23 de julio de 1984) es un exjugador de balonmano islandés que jugó de central o lateral izquierdo. Su último equipo fue el Aalborg HB danés. Fue un componente de la Selección de balonmano de Islandia.
Con la selección ganó la medalla de plata en los Juegos Olímpicos de Pekín 2008 y la medalla de bronce en el Campeonato Europeo de Balonmano Masculino de 2010.

## Palmarés

### FC Copenhague
- Liga danesa de balonmano (1): 2008

### AG København
- Liga danesa de balonmano (2): 2011, 2012
- Copa de Dinamarca de balonmano (2): 2011, 2012

### Aalborg
- Liga danesa de balonmano (1): 2017

## Clubes
- KA Akureyri ( -2004)
- SC Magdeburg (2004-2006)
- FC Copenhague HB (2006-2010)
- AG København (2010-2012)
- SG Flensburg-Handewitt (2012-2013)
- Saint-Raphaël VHB (2013-2016)
- Aalborg HB (2016-2018)[5]